# مثلث تابستانی

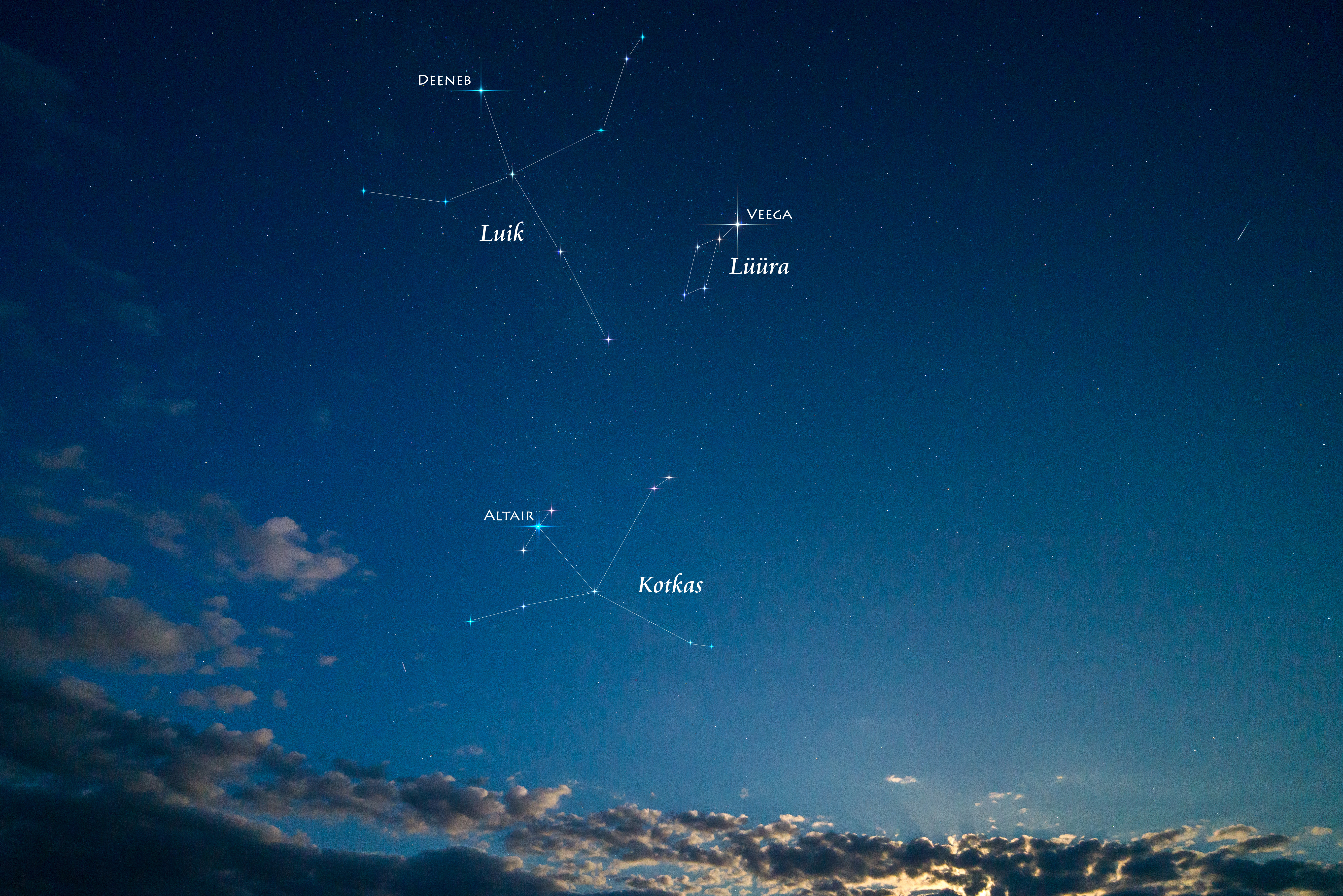
مثلث تابستان شامل ستارگان نسر طائر، نسر واقع و دنب

مثلث تابستانی در پهلوی تیشتر که در اوستایی به معنای سه ستاره است و نمایشگر آمدن تابستان به ایران زمین می‌باشد یکی از مشهورترین صورتواره‌های نیمکره شمالی آسمان است. به همین سبب در ایران باستان ماه نخست تابستان را تیشتر می‌گفتند که امروزه پس از درآمیزش سهوی تیشتر با تیگرا (tigra) دیگر ستاره مهم تابستانی در ایران که نوید بارانهای موسمی تابستانی را می‌داد (در انگلیسی Sirius)، این ماه را تیر می‌نامند. مثلث تابستانی میان سه ستاره دنب، کرکس نشسته (نسر واقع)، و کرکس پرنده (نسر طایر) قرار دارد که هر کدام از آنها در فهرست روشن‌ترین ستارگان صورت‌های فلکی قرار دارند. بیشترین انحراف در این صورتواره +۴۵° و کمترین آن نیز +۹° است و همین موضوع باعث می‌شود که هر ۳ ستارهٔ تشکیل‌دهندهٔ این صورتواره را چنانچه در نیمکره شمالی زمین حضور داشته باشید، بتوانید مشاهده نمایید. از مثلث تابستانی، به دلیل این که شکلی بسیار بارز در آسمان دارد می‌توان به عنوان راهنمایی برای یافتن سایر صورتهای فلکی و اجرام آسمانی سود جست.
اصطلاح منتسب به این صورتواره توسط هانس آگوستو ری نویسنده آمریکایی و پاتریک مور، ستاره‌شناس بریتانیایی در دهه ۱۹۵۰ رواج یافت. در عین‌حال، این نام انتساب داده‌شده را همچنین می‌توان در کتاب‌های راهنمای صورت‌های فلکی در سال ۱۹۱۳ نیز یافت. ستاره‌شناس اتریشی اوزوالد توماس در اواخر ۱۹۲۰ این ستارگان را مثلث بزرگ نام نهاد و در سال ۱۹۳۴، تحت عنوان همین نام مثلث تابستانی توصیف گردید.

## ستاره‌های مثلث تابستانی
| نام        | صورت فلکی | قدر ظاهری | درخشندگی (برحسب درخشندگی خورشید) | رده‌بندی ستارگان | فاصله (سال نوری) |
| ---------- | --------- | --------- | -------------------------------- | --------------- | ---------------- |
| کرکس نشسته | شلیاق     | ۰٫۰۳      | ۵۲                               | A۰              | ۲۵               |
| دنب        | ماکیان    | ۱٫۲۵      | ۷۰۰۰۰                            | A۲              | ۳۵۵۰             |
| کرکس پرنده | عقاب      | ۰٫۷۷      | ۱۰                               | A۷              | ۱۶٫۶             |